# Камбре (кантон)
Камбре (фр. Cambrai) — кантон во Франции, находится в регионе О-де-Франс, департамент Нор, округ Камбре.
Кантон образован в результате реформы 2015 года. В его состав вошли упразднённый кантон Камбре-Уэст и отдельные коммуны упразднённых кантонов Камбре-Эст и Маркуэн.

## Состав кантона
В состав кантона входят коммуны (население по данным Национального института статистики за 2017 г.):
- Абанкур (463 чел.)
- Ам-Лангле (565 чел.)
- Аннё (272 чел.)
- Бантиньи (510 чел.)
- Блекур (306 чел.)
- Бурси (394 чел.)
- Дуаньи (333 чел.)
- Камбре (32 558 чел.)
- Кювилле (201 чел.)
- Мёвр (465 чел.)
- Нёвиль-Сен-Реми (3 803 чел.)
- Обаншёль-о-Бак (535 чел.)
- Пайанкур (991 чел.)
- Провиль (3 163 чел.)
- Райанкур-Сент-Оль (2 238 чел.)
- Рамийи (600 чел.)
- Сайи-ле-Камбре (471 чел.)
- Санкур (197 чел.)
- Тен-л'Эвек (754 чел.)
- Тен-Сен-Мартен (526 чел.)
- Тийуа-ле-Камбре (518 чел.)
- Фонтен-Нотр-Дам (1 780 чел.)
- Фреси (572 чел.)
- Энекур (321 чел.)
- Эскодевр (3 257 чел.)
- Эстрён (709 чел.)
- Эсвар (352 чел.)

## Политика
На президентских выборах 2022 г. жители кантона отдали в 1-м туре Марин Ле Пен 35,7 % голосов против 26,3 % у Эмманюэля Макрона и 15,0 % у Жана-Люка Меланшона; во 2-м туре в кантоне победила Ле Пен, получившая 55,7 % голосов. (2017 год. 1 тур: Марин Ле Пен – 31,7 %,  Франсуа Фийон – 18,8 %, Эмманюэль Макрон – 18,7 %, Жан-Люк Меланшон – 16,3 %; 2 тур: Макрон – 50,4 %. 2012 год. 1 тур: Франсуа Олланд — 27,7 %, Николя Саркози — 26,2 %, Марин Ле Пен — 23,0 %; 2 тур: Олланд — 51,9 %).
С 2015 года кантон в Совете департамента Нор представляют вице-мэры Камбре Сильви Лабадан (Sylvie Labadens) и Николя Сьеглер (Nicolas Siegler) (оба — Разные правые).
|                | Кандидаты                     | Партия                   | Первый тур | Первый тур     | Второй тур | Второй тур |
| Кол-во голосов | Кандидаты                     | Партия                   | % голосов  | Кол-во голосов | % голосов  |            |
| -------------- | ----------------------------- | ------------------------ | ---------- | -------------- | ---------- | ---------- |
|                | Сильви Лабадан Николя Сьеглер | Разные правые            | 6 477      | 53,23          | 8 568      | 72,07      |
|                | Брюно Делаэ Маргерит Шолен    | Национальное объединение | 3 116      | 25,61          | 3 320      | 27,93      |
|                | Реан Мерджи Слиман Раэм       | Социалистическая партия  | 1 587      | 13,04          |            |            |
|                | Грегори Брике Доминик Кантен  | Вперёд, Республика!      | 989        | 8,13           |            |            |

|                | Кандидаты                        | Партия                  | Первый тур | Первый тур     | Второй тур | Второй тур |
| Кол-во голосов | Кандидаты                        | Партия                  | % голосов  | Кол-во голосов | % голосов  |            |
| -------------- | -------------------------------- | ----------------------- | ---------- | -------------- | ---------- | ---------- |
|                | Сильви Лабадан Николя Сьеглер    | Правый блок             | 8 620      | 46,46          | 11 523     | 64,75      |
|                | Тьерри Баскен Луиза-Мари Лемер   | Национальный фронт      | 5 807      | 31,30          | 6272       | 35,25      |
|                | Жан-Мари Гине Жанна Деланнуа     | Социалистическая партия | 2 603      | 14,03          |            |            |
|                | Жан-Луи Деле Катрин Дессери      | Левый фронт             | 1 264      | 6,81           |            |            |
|                | Жермен Гунель Изабель Стржельчик | Разные правые           | 261        | 1,41           |            |            |